# 日本とガボンの関係
日本とガボンの関係（フランス語: Relations entre le Gabon et le Japon、英語: Japan–Gabon relations） では、日本とガボンの関係について概説する。

## 両国の比較
|             | ガボン                      | 日本                           | 両国の差                |
| ----------- | --------------------------- | ------------------------------ | ----------------------- |
| 人口        | 217万2579人（2019年）       | 1億2626万人（2019年）          | 日本はガボンの約58.1倍  |
| 国土面積    | 26万7667 km²                | 37万7972 km²                   | 日本はガボンの約1.4倍   |
| 首都        | リーブルヴィル              | 東京都                         |                         |
| 最大都市    | リーブルヴィル              | 東京都区部                     |                         |
| 政体        | 共和制 大統領制             | （民主制）議院内閣制           |                         |
| 公用語      | フランス語                  | 日本語（事実上）               |                         |
| 国教        | なし                        | なし                           |                         |
| GDP（名目） | 168億7445万米ドル（2019年） | 5兆819億6954万米ドル（2019年） | 日本はガボンの約301.2倍 |

## 歴史

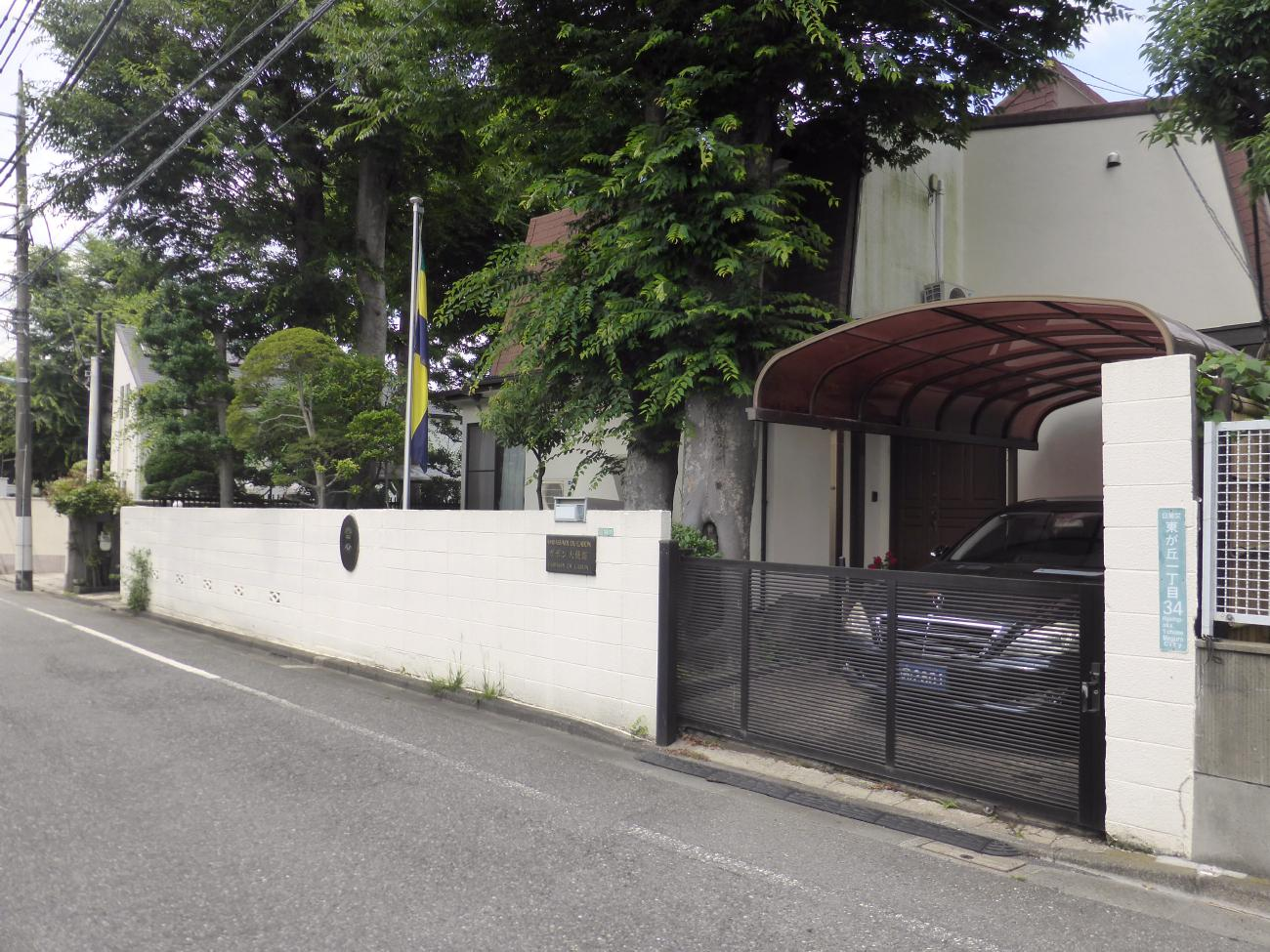
駐日ガボン大使館全景（東京）

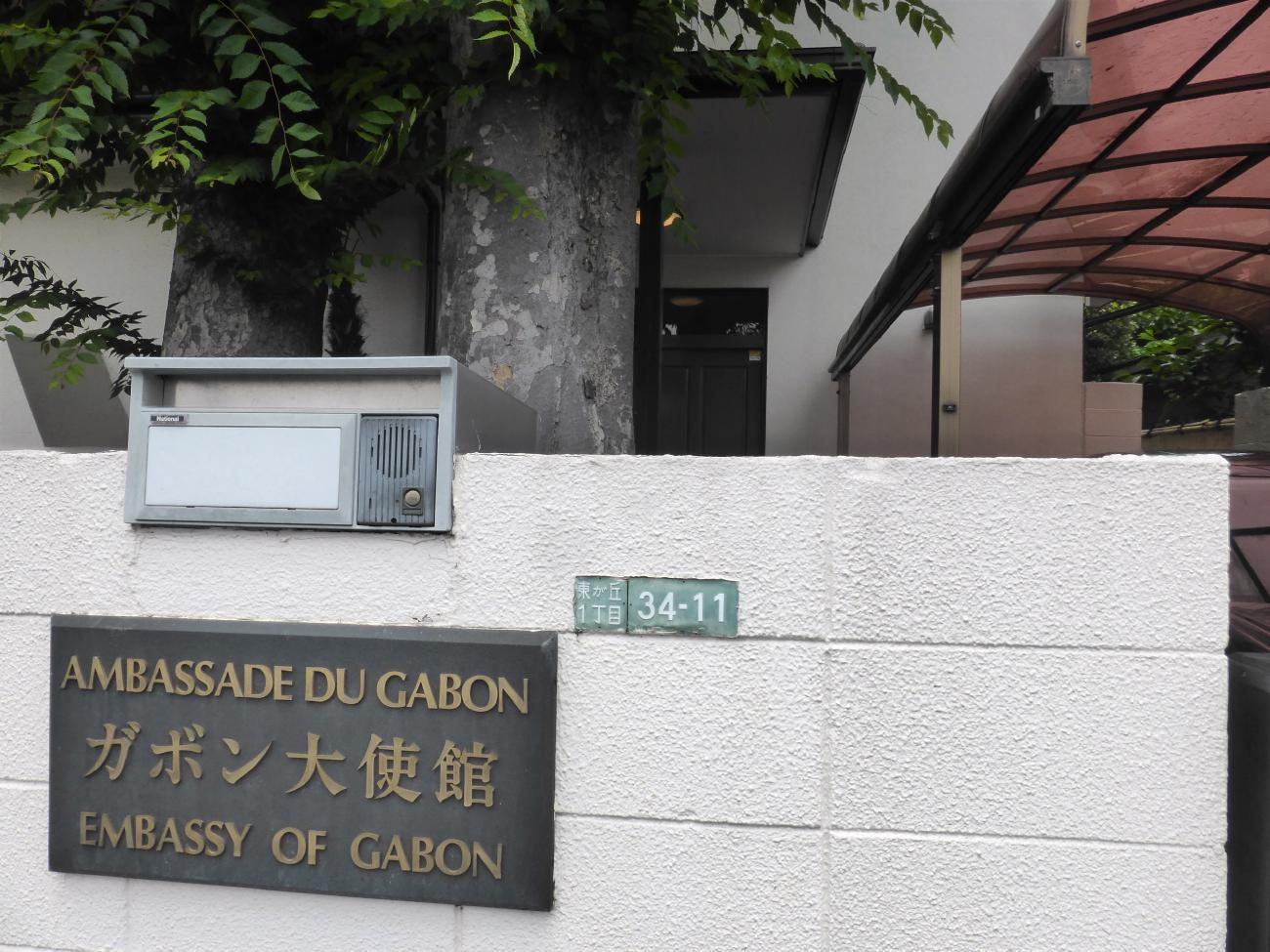
駐日ガボン大使館の表札

1960年にガボンがフランスから独立すると日本は同年8月17日にこれを承認、外交関係が樹立した。その後、ガボンは1968年に東京に在日ガボン大使館を設置し、日本は1972年にガボンの首都リーブルヴィルに在ガボン日本国大使館を開設した。

## 外交関係
ガボンは1960年にフランスから独立して以来、内戦や紛争を経験していない。1990年には複数政党制に移行するなど、アフリカの中では安定して民主主義・資本主義・自由主義を維持している。外交方針としては旧宗主国であるフランスを中心とする欧米に留まらず、中国、シンガポール、トルコ、韓国、モロッコなどの多様な経済パートナーを希求しており、積極的な外交を展開している。このような理由により独立以来日本との関係は一貫して良好である。
ガボン第二代大統領であるオマール・ボンゴ・オンディンバは1967年から2009年にかけて実に40年以上政権を維持したが、その間に国賓やアフリカ開発会議出席を含めて五度も来日。橋本龍太郎など歴代総理大臣と首脳会談を行って日・ガボン関係の深化に努めた。2009年以降ガボンの大統領を務めるアリー・ボンゴ・オンディンバは、2010年10月に生物多様性条約第10回締約国会議のため、2013年6月にはアフリカ開発会議のため来日し、それぞれ当時総理大臣であった菅直人や安倍晋三と首脳会談を実施して生物保護や環境保全、資源活用についての意見交換がなされている。
一方日本側からの首脳訪問はないものの、2006年8月に法務大臣杉浦正健が、2008年3月には外務大臣高村正彦が技術協力協定締結の為にガボンを訪問した。また2009年には、長年大統領を務めたオマール・ボンゴ・オンディンバの国葬に以前法務大臣としてガボンを訪問した杉浦正健が特派大使として出席している。

## 経済交流
ガボンはサブ・サハラ有数の産油国であり、OPECの加盟国でもある。また、国土のうち多くが森林である事から木材が多く取れ、マンガン鉱も産出する資源大国である。その事から日本にとっては重要な資源供給国であり、ガボンの対日貿易は輸出61.2億円、輸入34.4億円とガボン側の黒字である。一方で日本はガボンに建設用・鉱山用機械や自動車を輸出して、ガボンの資源採掘を支えている。
日本はガボンに2018年までに累計120億円以上の開発援助を実施しており、旧宗主国フランスやアメリカ合衆国に次いでガボンの主要援助国となっている。主な援助内容としては水産関係が多く、リーブルヴィルやランバレネには日本が建設を支援した零細漁業センターが存在する。また、ガボンは「地球の片肺」とも呼ばれるコンゴ盆地に位置し、木材を大量に供給する森林大国である事から森林保全に力を入れており、日本をもそれを後押し。クリーンエネルギー面でも技術支援を行っている。

## 文化交流
文化無償協力として教育機材、視聴覚機材、印刷機材、柔道機材等の供与実績がある。またガボンでは柔道が人気を博している事から、2009年には「ガボン柔道柔術連盟柔道器材整備計画」の交換文書に署名がなされた。また日本には日本・ガボン友好協会が、ガボンにはガボン日本友好協会「IKEBANA」が設立されており、両国の伝統文化紹介やポップカルチャーイベントを通じて民間の交流深化を図っている。

## 外交使節

### 駐日ガボン大使
- アリスティド・N・E・イッセンベ（台北常駐、1967～1969年）
- ジョゼフ・ングワ（台北常駐、1969年）[18]
- ルバン・マルシアル・ンツツム・オバム（1969年～）[18]
- クリストフ・ブパナ（1972年～、信任状捧呈は1月24日[19]）
- シドワヌ・ムーニョン（1974年～、信任状捧呈は9月25日[20]）
- （臨時代理大使）パトリス・マキタ（1989年以前[21][22]～）
- ？？？？（1991～1993年、信任状捧呈は7月26日[23]）
- ？？？？（1993～1994年[24]、信任状捧呈は5月19日[25]）
- ？？？？（1995～2001年、信任状捧呈は5月11日[26]）
- ジャン・クリスチャン・オバム（2001～2010年、信任状捧呈は6月5日[27]）
- （臨時代理大使）フランソワ・ペンジェ・ボンビラ（2010～2015年）
- （臨時代理大使）フランシス・ベルナルダン・イニャンガ（2015～2018年）
- ジョゼフ・ジロ・エファンゴン・オバゲ（2018年～、信任状捧呈は1月18日[28]）